# Ramon Térmens
Ramon Térmens   (Bellmunt de Segarra, 1974) és un director de cinema català.

## Orígens i trajectòria
Nascut l'any 1974 a la localitat catalana de Bellmunt de Segarra, situada a la comarca de la Segarra, va estudiar Filosofia a la Universitat de Barcelona i posteriorment es va matricular al Centre d'Estudis Cinematogràfics de Catalunya (CECC). Ramon Térmens va debutar com a coguionista i codirector de la pel·lícula Joves (2005), que el va fer guanyar el premi a Millor Òpera Prima als Premis Ciutat de Barcelona, els quals el 2009 van passar a ser denominats Premis Gaudí. Posteriorment va treballar a Los Angeles com a guionista, fins que va rodar l’any 2008 el seu primer projecte en solitari com a director, Negro Buenos Aires, estrenada mundialment a la Mostra de Cinema Llatinoamericà de Catalunya de Lleida, i amb dues nominacions als Premis Gaudí de 2010 a Millor pel·lícula en llengua no catalana i Millor direcció artística.
El 2010 va fundar Segarra Films, amb la qual ha produït els seus films posteriors.
El 2011 va coescriure, dirigir, produir i distribuir Catalunya über alles! amb la seva pròpia productora, Segarra Films, una pel·lícula de crítica social que aborda la problemàtica de la intolerància a la Catalunya interior. Catalunya über alles! va rebre 3 premis al Festival de Cine Espanyol de Màlaga i va guanyar el premi a Millor Pel·lícula Social de l’any de la Comissió del Festival de Cine de San Sebastián. Després d’haver estat projectada en nombrosos festivals d’arreu del món, la pel·lícula va ser premiada amb cinc nominacions als IV Premis Gaudí, dels quals va guanyar el premi Gaudí a la millor actriu secundària, pel paper de Vicky Peña.
La seva següent pel·lícula, El mal que els homes fan (The evil that men do), és un thriller que se situa a la frontera entre Mèxic i els Estats Units. La pel·lícula va ser presentada al Festival de Cine de Montreal l’any 2015, i seleccionada entre d'altres pels festivals de Shanghai, el Night Visions de Hèlsinki, el Splatfest! de Polònia, el Chicago Latino Film Festival i el NIAFFS 2016, on va guanyar el premi a Millor Pel·lícula Espanyola d’Acció i Millor Actor per Daniel Faraldo.
A finals del 2017 va començar paral·lelament amb la seva productora Segarra Films una trajectòria cap al món de la Distribució cinematogràfica en el camp del Cinema independent.
La seva darrera pel·lícula, La dona il·legal, estrenada l'11 de desembre de 2020 ha estat premiada amb dues nominacions pels Premis Gaudí de 2021 a Millor pel·lícula en llengua catalana i Millor Actor Secundari (Abdel Aziz El Mountassir). Ha rebut el premi a Millor pel·lícula a SOM CINEMA i premi del públic al FIC-CAT. Posteriorment la plataforma de streaming Netflix va adquirir els drets mundials i la va estrenar l'11 de maig de 2021.
La seva pel·lícula més recent és Societat Negra, que es va estrenar el 2024. Premiada al Festival de Montreal al millor thriller i amb extens recorregut internacional i nacional.

## Filmografia
Filmografia:

### Direcció
- Ronda de nit (2003, curtmetratge)
- Joves (2005), codirigida amb Carles Torras
- Negro Buenos Aires (2009)
- Catalunya über alles! (2011)
- El mal que els homes fan (2015)
- La dona il·legal (2020)
- Societat Negra (2024)

### Guió
- Ronda de nit (2003, curtmetratge)
- Barcelona Kapital (2007)
- Trash (2009)
- Negro Buenos Aires (2009)
- Catalunya über alles! (2011)
- El mal que els homes fan (2015) (història)
- La dona il·legal (2020)
- Societat Negra (2024)

### Producció
- Ronda de nit (2002)
- Joves (2003)
- Negro Buenos Aires (2009)
- Catalunya über alles! (2010)
- Jordi Dauder, la revolució pendent (2012)
- El mal que els homes fan (2015)
- Lesa humanitat (2017)
- La dona il·legal (2020)
- Voces Rotas (2020)
- Societat Negra (2024)

### Distribució
- Catalunya über alles! (2011)
- Jordi Dauder, la revolució pendent (2012)
- El mal que els homes fan (2015)
- Lesa humanitat (2017)
- El vacío (2017)
- Nunca estamos solos (2018)
- Bienvenidas a Brasil (2018)
- Ana y el apocalipsis (2018)
- Sofia (2019)
- El estado contra Mandela y los otros (2019)
- El lago del ganso salvaje (2020)
- La dona il·legal (2020)
- Voces Rotas (2020)
- Societat Negra (2024)

## Premis i nominacions

### Premis
- Festival de Málaga
  - 2011. Premi del Jurat Jove per Catalunya über alles!
  - 2011. Premi Especial del Jurat per Catalunya über alles!
- Festival de San Sebastián
  - 2011. Premi a la Millor Pel·lícula Social per Catalunya über alles!
- Festival NIAFFS
  - 2015. Millor pel·lícula per a The Evil That Men Do

- Festival de l'Audiovisual Català SomCinema
  - 2020. Millor llargmetratge de ficció per a La dona il·legal
- Festival Internacional de Cinema en Català Costa Daurada
  - 2020. Premi del Públic per La dona il·legal.
- Festival Internacional de Cine de Montreal
  - 2024. Premi al Millor Thriller per Societat Negra

### Nominacions[calcitació]
- Premis Gaudí
  - 2010. Millor direcció artística per Negro Buenos Aires
  - 2010. Millor pel·lícula en llengua no catalana per Negro Buenos Aires
  - 2012. Millor guió per Catalunya über alles!
  - 2012. Millor pel·lícula en llengua catalana per Catalunya über alles!
  - 2020. Gaudí a la millor pel·lícula en llengua catalana per a La dona il·legal.